# Vardanidzor
Vardanidzor (in armeno Վարդանիձոր?) è un comune di 292 abitanti (2010) della Provincia di Syunik in Armenia.